# Плиски (станция)
Плиски (укр. Плиски) — железнодорожная станция Конотопского отделения Юго-Западной железной дороги. Расположена на участке Нежин — Бахмач-Пассажирский между остановочными пунктами Хорошее Озеро и Великая Загоровка.
Открыта 17 (29) декабря 1868 года. Расположена в одноимённом селе Борзнянского района Черниговской области.